# Aaron Fontain
Aaron Fontain (* 6. September 2003) ist ein österreichischer Fußballspieler.

## Karriere
Fontain begann seine Karriere beim SC Admira Dornbirn. Zur Saison 2017/18 wechselte er zum FC Dornbirn 1913. Zur Saison 2021/22 rückte er in den Kader der Amateure der Dornbirner. Für diese kam er in seiner ersten Saison zu 22 Einsätzen in der fünfthöchsten Spielklasse, in denen er fünf Tore erzielte. Im Juni 2022 erhielt er einen Profivertrag und rückte in Folge zur Saison 2022/23 in den Profikader.
Sein Debüt in der 2. Liga gab er im August 2022, als er am vierten Spieltag jener Saison gegen den SV Horn in der 89. Minute für Raul Marte eingewechselt wurde. Dies blieb bis zur Winterpause sein einziger Profieinsatz. Im Jänner 2023 wurde Fontain an den Eliteligisten SC Röthis verliehen. In Röthis kam er bis Saisonende fünfmal zum Einsatz und machte zwei Tore.